# Electric Wizard (album)
| Đánh giá chuyên môn | Đánh giá chuyên môn |
| Nguồn đánh giá      | Nguồn đánh giá      |
| Nguồn               | Đánh giá            |
| ------------------- | ------------------- |
| Allmusic            | [ 1 ]               |

Electric Wizard là album phòng thu đầu tay của ban nhạc doom metal người Anh Electric Wizard. Nó được phát hành năm 1995 qua Rise Above Records. Album theo phong cách doom metal truyền thống với vài nét của stoner metal. Bìa album mô tả một người phụ nữ cưỡi cá ngựa có cánh, xung quanh là khung cảnh một thềm biển, được trang trí bằng các tượng đá. Logo được thiết kế theo phong cách giống album đầu tay của Black Sabbath, một trong những nguồn cảm hứng của nhóm.
Electric Wizard được tái phát hành chung với album thứ hai, Come My Fanatics... năm 1999. Một phiên bản remaster cũng được phát hành trên định dạng CD và LP năm 2006, có thêm hai track tặng kèm, lấy từ demo Doom Chapter.

## Danh sách bài hát
Tất cả lời bài hát được sáng tác bởi Jus Oborn
1. "Stone Magnet" – 4:52
2. "Mourning Prayer" – 5:06
3. "Mountains of Mars" – 3:47
4. "Behemoth" – 8:54
5. "Devil's Bride" – 6:34
6. "Black Butterfly" – 8:20
7. "Electric Wizard" – 9:40
8. "Wooden Pipe" – 0:08

Bài hát tặng kèm trong ấn bản 2006:
1. "Illimitable Nebulie" (Demo) – 4:51
2. "Mourning Prayer, Part 1" (Demo) – 5:19

## Thành phần tham gia
- Jus Oborn - guitar, hát
- Tim Bagshaw - bass
- Mark Greening - trống
- Lời: Jus Oborn
- Nhạc: Electric Wizard

## Lịch sự phát hành
| Năm  | Hãng đĩa    | Định dạng | Quốc gia | Ghi chú                                                                                            |
| ---- | ----------- | --------- | -------- | -------------------------------------------------------------------------------------------------- |
| 1995 | Rise Above  | CD        | Anh      | ấn bản CD gốc                                                                                      |
| 1995 | Rise Above  | LP        | Anh      | ấn bản LP gốc; 1000 bản trên đĩa nhựa lục                                                          |
| 1999 | Rise Above  | 2CD       | Anh      | với Come My Fanatics...                                                                            |
| 2002 | Rise Above  | CD        | Anh      | |
| 2006 | Rise Above  | DigiCD    | Anh      | phiên bản remaster; gồm 2 track tặng kèm                                                           |
| 2006 | Candlelight | DigiCD    | Mỹ       | phiên bản remaster; gồm 2 track tặng kèm                                                           |
| 2006 | Rise Above  | 2LP+7"    | Anh      | phiên bản remaster; gồm 2 track tặng kèm trên đĩa nhựa 7 inch 1500 bản (500 đen, 500 lam, 500 lục) |